# Gideon Maoz
Gideon Maoz (* 1987 in Neunkirchen/Saar) ist ein deutsch-israelischer Schauspieler und Sprecher.

## Leben
Gideon Maoz wuchs im Saarland auf. Er studierte von 2008 bis 2012 Schauspiel an der Universität für Musik und darstellende Kunst Graz. Bereits während des Studiums war er am Schauspielhaus Graz zu sehen: in Daniel Pflugers Inszenierung von "Moby Dick" nach Herman Melville. Im Rahmen des Studiums spielte er des Weiteren u. a. in "Suburbia" von Eric Bogosian (Regie: Igor Bauersima), Theater im Palais, Graz, sowie – ebenfalls dort – in Jura Soyfers Stück "Der Lechner Edi schaut ins Paradies" (Regie: Reinhard Herrgesell-Mitter).
Im Anschluss an das Studium trat Gideon Maoz 2012 sein erstes Festengagement am Schauspielhaus (Wien) unter der Leitung von Andreas Beck an. Hier war er unter anderem zu sehen als Anton in der Uraufführung von Anne Habermehls "Luft aus Stein" (2013) und in ihrem Monologstück "Wie Mücken im Licht". Weiters spielte er 2013 Mads in "Ich war nie da" (Text: Lukas Linder, Regie: Lilja Rupprecht), Danilo Ilić in "Princip (dieses Grab ist mir zu klein)" (Text: Biljana Srbljanovic, Regie: Michał Zadara) sowie 2014 in PeterLichts "Das Sausen der Welt" (Regie: Katharina Schwarz).
Seit 2015 ist Gideon Maoz freischaffend tätig, so unter anderem am Grazer Schauspielhaus, dem Werk X Wien, dem Theater Konstanz, dem Meininger Staatstheater und dem Ernst Deutsch Theater. Darüber hinaus ist er als Sprecher in Feature- und Hörspielformaten zu hören. Außerdem arbeitet er als Theaterpädagoge und Schauspielvermittler.

## Theater (Auswahl)
- 2010/11: Moby Dick nach Herman Melville (Pip, Elia) – Regie: Daniel Pfluger, Schauspielhaus Graz
- 2012/13: Der seidene Schuh I. Tag: Die Glückspilger; Paul Claudel / Thomas Arzt – Regie: Gernot Grünewald, Schauspielhaus Wien
- 2012/13: Der seidene Schuh II. Tag: Wo du nicht bist; Paul Claudel / Jörg Albrecht – Regie: Mélanie Huber, Schauspielhaus Wien
- 2012/13: Der seidene Schuh III. Tag: Die Eroberung der Einsamkeit; Paul Claudel / Anja Hilling – Regie: Christine Eder, Schauspielhaus Wien
- 2012/13: Der seidene Schuh IV. Tag: Das Boot der Millionen; Paul Claudel / Tine Rahel Völcker – Regie: Pedro Martins Beja, Schauspielhaus Wien
- 2012/13: Luft aus Stein (Uraufführung) von Anne Habermehl (Anton) – Regie: Anne Habermehl, Schauspielhaus Wien
- 2012/13: Ich war nie da (Uraufführung) von Lukas Linder (Mads) – Regie: Lilja Rupprecht, Schauspielhaus Wien
- 2012/13: Plebs coriolan (Uraufführung) von Kevin Rittberger (Ausheger vom Land) – Regie: Kevin Rittberger, Schauspielhaus Wien
- 2013/14: Wie Mücken im Licht (Uraufführung) von Anne Habermehl – Regie: Anne Habermehl, Schauspielhaus Wien
- 2013/14: Princip – Dieses Grab ist mir zu klein (Uraufführung) von Biljana Srbljanovic (Danilo Ilić) – Regie: Michał Zadara, Schauspielhaus Wien
- 2013/14: Queen Recluse (Uraufführung) von Thiemo Strutzenberger (Austin Dickinson, Lavinia Dickinson) – Regie: Martin Schmiederer, Schauspielhaus Wien
- 2013/14: Das Sausen der Welt (Österreichische Erstaufführung) von PeterLicht – Regie: Katharina Schwarz, Schauspielhaus Wien
- 2013/14: Allerwelt (Uraufführung) von Philipp Weiss (Naseer) – Regie: Pedro M. Beja, Schauspielhaus Wien
- 2014/15: Hunde Gottes (Uraufführung) von Thiemo Strutzenberger (Leonardo Alighieri) – Regie: Barbara Weber, Schauspielhaus Wien[13]
- 2014/15: Johnny Breitwieser – Eine Verbrecher-Ballade aus Wien (Uraufführung) von Thomas Arzt (Text) und Jherek Bischoff (Komposition) (Wenzl, sein Verräter) – Regie: Alexander Charim[14], Schauspielhaus Wien
- 2015: Depeche Mode (ÖEA) nach Serhij Zhadan (Dog Pawlow) – Regie: Julia Burger, Werk X / Eldorado Wien[15]
- 2015/16: Benefiz oder: Jeder rettet einen Afrikanner (ÖEA) von Ingrid Lausund (Leo) – Regie: Mathias Schönsee[16], Schauspielhaus Graz
- 2016: Jeder ... Niemand / Graz und die Menschenrechte (UA) von Clemens Bechtel[17], Schauspielhaus Graz
- 2017: Die Rassen von Ferdinand Bruckner (Siegelmann), Regie: Barbara-David Brüesch, Theater Konstanz[18]
- 2017: Sicherheit statt Freiheit? – Graz und die Menschenrechte 2 (UA) von Clemens Bechtel, Schauspielhaus Graz
- 2018: Spur der Steine von Erik Neutsch (Trutmann), Regie: Gabriela Gillert, Meininger Staatstheater.
- 2019: Project Y – Fake It Til You Make It (Dennis) Regie: Elena Schwarz, SUB Wiener Neustadt[19]
- 2019: Woyzeck (Doktor, Margreth, Hauptmann, Tambourmajor), Regie: Merle Böhnhardt, HfmdK
- 2020: Engel in Amerika, szenische Lesung (Prior), Regie: Thomas Thalhammer, WUK Wien[20]

## Hörspiel
- 2013: Manifest 42: Herzen rauben, wo die Liebe ausreichen würde; WDR – Text und Regie: FALKNER[21]
- 2014: Manifest 44: Der schwarze Trauerzug, Amsel, Drossel, Fink und Star, der Rabe, der Rabe, der Uhu, der Uhu; ORF – Text und Regie: FALKNER[22]
- 2016: Manifest 50: Du darfst mich töten wenn du mich liebst; HR2 – Text und Regie: FALKNER (Hörspiel des Monats November 2016[23], Deutsche Akademie der Darstellenden Künste)
- 2016: Baumleberliebe; ORF (Ö1) – Hörstück von Sophie Reyer, Regie: Philipp Scheiner[24]
- 2017: Die Schuhe der Braut; ORF (Ö1) – Hörspiel von Magda Woitzuck, Regie: Philip Scheiner & Peter Kaizar
- 2021: Manifest 56: Dieses Land, dieses Land; WDR – Text und Regie: FALKNER[25]

## Auszeichnungen/Preise
- 2012 Sonderstipendium der Universität für Musik und darstellende Kunst Graz für herausragende künstlerische Leistungen.
- 2014 Nominierung zum Nestroy-Theaterpreis in der Kategorie „Bester Nachwuchs.“
- 2020 Leistungsstipendium der MUK Wien